# Matt Donovan
Matt Donovan (né le 9 mai 1990 à Edmond, dans l'Oklahoma aux États-Unis) est un joueur professionnel américain de hockey sur glace.

## Biographie

### En club
En 2007, Matt Donovan débute dans la United States Hockey League avec les RoughRiders de Cedar Rapids. Il rejoint en 2010 l'université de Denver en Western Collegiate Hockey Association. Il est repêché à la 96e position du repêchage d'entrée dans la LNH 2009 par les Islanders de New York. Il est appelé par les Sound Tigers de Bridgeport pendant sa deuxième année universitaire, en 2010-2011. Il y joue quelques matchs et réalise de bonnes performances, ce qui lui permet de gagner sa place pour la saison suivante. Il jouera même son premier match en LNH le 3 avril 2012 contre les Devils du New Jersey devenant ainsi le premier joueur né, ayant grandi et ayant été formé dans l'Oklahoma à jouer dans la grande ligue. Après deux saisons complètes ponctuées notamment par une place de meilleur pointeur chez les défenseurs de la Ligue américaine de hockey pour la saison 2012-2013 à égalité avec Justin Schultz, Matt Donovan intègre l'effectif des Islanders de New York. Il inscrit son premier but dans la LNH le 8 octobre 2013 face aux Coyotes de Phoenix.
Le 1er juillet 2015, il signe un contrat d'un an en tant qu'agent libre sans restriction avec les Sabres de Buffalo.

## Statistiques

### En club
| Saison     | Équipe                      | Ligue      |                   | Saison régulière  | Saison régulière  | Saison régulière  | Saison régulière  | Saison régulière  |                   | Séries éliminatoires | Séries éliminatoires | Séries éliminatoires | Séries éliminatoires | Séries éliminatoires |
| Saison     | Équipe                      | Ligue      | PJ                | B                 | A                 | Pts               | Pun               | PJ                | B                 | A                    | Pts                  | Pun                  |                      |                      |
| 2007-2008  | RoughRiders de Cedar Rapids | USHL       | 59                | 12                | 18                | 30                | 41                | 3                 | 0                 | 1                    | 1                    | 4                    |                      |                      |
| 2008-2009  | RoughRiders de Cedar Rapids | USHL       | 57                | 19                | 32                | 51                | 43                | 5                 | 0                 | 4                    | 4                    | 2                    |                      |                      |
| 2009-2010  | Université de Denver        | WCHA       | 36                | 7                 | 14                | 21                | 50                | -                 | -                 | -                    | -                    | -                    |                      |                      |
| 2010-2011  | Université de Denver        | WCHA       | 42                | 9                 | 23                | 32                | 64                | -                 | -                 | -                    | -                    | -                    |                      |                      |
| 2010-2011  | Sound Tigers de Bridgeport  | LAH        | 6                 | 1                 | 4                 | 5                 | 10                | -                 | -                 | -                    | -                    | -                    |                      |                      |
| 2011-2012  | Sound Tigers de Bridgeport  | LAH        | 72                | 10                | 34                | 44                | 63                | 3                 | 0                 | 1                    | 1                    | 6                    |                      |                      |
| 2011-2012  | Islanders de New York       | LNH        | 3                 | 0                 | 0                 | 0                 | 0                 | -                 | -                 | -                    | -                    | -                    |                      |                      |
| 2012-2013  | Sound Tigers de Bridgeport  | LAH        | 75                | 14                | 34                | 48                | 112               | -                 | -                 | -                    | -                    | -                    |                      |                      |
| 2013-2014  | Islanders de New York       | LNH        | 52                | 2                 | 14                | 16                | 26                | -                 | -                 | -                    | -                    | -                    |                      |                      |
| 2013-2014  | Sound Tigers de Bridgeport  | LAH        | 27                | 7                 | 14                | 21                | 25                | -                 | -                 | -                    | -                    | -                    |                      |                      |
| 2014-2015  | Islanders de New York       | LNH        | 12                | 0                 | 3                 | 3                 | 0                 | 2                 | 0                 | 0                    | 0                    | 10                   |                      |                      |
| 2015-2016  | Americans de Rochester      | LAH        | 73                | 8                 | 23                | 31                | 61                | -                 | -                 | -                    | -                    | -                    |                      |                      |
| 2016-2017  | Frölunda HC                 | SHL        | 50                | 1                 | 14                | 15                | 74                | 14                | 0                 | 1                    | 1                    | 8                    |                      |                      |
| 2017-2018  | Frölunda HC                 | SHL        | 52                | 7                 | 20                | 27                | 69                | 6                 | 0                 | 0                    | 0                    | 0                    |                      |                      |
| 2018-2019  | Admirals de Milwaukee       | LAH        | 64                | 11                | 24                | 35                | 66                | 5                 | 0                 | 0                    | 2                    | 8                    |                      |                      |
| 2018-2019  | Predators de Nashville      | LNH        | 2                 | 0                 | 1                 | 1                 | 2                 | -                 | -                 | -                    | -                    | -                    |                      |                      |
| 2019-2020  | Admirals de Milwaukee       | LAH        | 62                | 5                 | 27                | 32                | 58                | -                 | -                 | -                    | -                    | -                    |                      |                      |
| 2020-2021  | HV 71                       | SHL        | 12                | 2                 | 5                 | 7                 | 2                 | 2                 | 0                 | 0                    | 0                    | 0                    |                      |                      |
| 2021-2022  | Admirals de Milwaukee       | LAH        | 76                | 8                 | 32                | 40                | 57                | 9                 | 1                 | 2                    | 3                    | 6                    |                      |                      |
| 2022-2023  | Adler Mannheim              | DEL        | 47                | 8                 | 15                | 23                | 33                | 12                | 0                 | 8                    | 8                    | 8                    |                      |                      |
| 2023-2024  | Wolves de Chicago           | LAH        | Saison en cours ? | Saison en cours ? | Saison en cours ? | Saison en cours ? | Saison en cours ? | Saison en cours ? | Saison en cours ? | Saison en cours ?    | Saison en cours ?    | Saison en cours ?    |                      |                      |
| Totaux LNH | Totaux LNH                  | Totaux LNH | 69                | 2                 | 18                | 20                | 28                | 2                 | 0                 | 0                    | 0                    | 10                   |                      |                      |

### En équipe nationale
Il a représenté les États-Unis au niveau international.
| Année | Équipe         | Compétition                 |   | PJ | B | A | Pts | Pun           |  | Résultat |
| 2010  | États-Unis U20 | Championnat du monde junior | 7 | 3  | 2 | 5 | 4   | Médaille d'or |  |          |
| 2014  | États-Unis     | Championnat du monde        | 7 | 2  | 0 | 2 | 2   | 6e place      |  |          |